# Epilykos
Epilykos, der Sohn des Tisandros, (* um 470 v. Chr.; † um 400 v. Chr.) war ein athenischer Diplomat zur Zeit des Perikles und Oheim (Bruder der Mutter) des berühmten attischen Redners Andokides.
Als Diplomat soll Epilykos, wie sein Neffe Andokides in seiner Rede Über den Frieden mit den Lakedaimoniern andeutet, eine athenische Delegation an den persischen Königshof geleitet haben, die damit beauftragt war, einen Friedensvertrag zwischen Athen und Persien zu bestätigen. Nach Analysen von Historikern müsste diese Gesandtschaft in den Anfangsjahren der Regierungszeit des persischen Königs Dareios II. ca. 423 v. Chr. stattgefunden haben und eine Bekräftigung des sogenannten „Kallias-Friedens“ bewirkt haben.
Hierbei konnte die Athener Delegation unter Epilykos die wohlwollende Unterstützung des Griechen Herakleides von Klazomenai in Anspruch nehmen, der zu dieser Zeit am persischen Königshof eine Stellung – vielleicht als Dolmetscher oder Arzt – innegehabt haben muss.
Epilykos scheint sich später in Sizilien niedergelassen und dort mit seiner Familie gelebt zu haben. Er verstarb als Witwer (wahrscheinlich um 400 v. Chr.) und hinterließ – wie sein Neffe Andokides berichtet – außer seinen zwei Erbtöchtern große Schulden. Eines der beiden noch minderjährigen Mädchen wurde von ihrem Vetter Andokides aufgenommen, die andere von einem weiteren Verwandten namens Leagros.
Während das von Andokides betreute Mädchen noch in jungen Jahren an einer Krankheit starb, erreichte ihre bei Leagros lebende Schwester das heiratsfähige Alter. Zu diesem Zeitpunkt warf offenbar der athenische Millionär und Lüstling Kallias ein Auge auf die junge Frau und bot Leagros eine Summe Geldes, wenn dieser sie ihm überlassen würde.
Hiergegen erhob Andokides Widerspruch und bemühte sich, eine gerichtliche Entscheidung herbeizuführen. Dies wiederum versuchte Kallias dadurch zu verhindern, dass er Andokides – wie dieser selbst in seiner Rede Über die Mysterien berichtet – unter Angabe von vorgetäuschten Gründen seinerseits wegen Gotteslästerung (ein Verbrechen, auf das die Todesstrafe stand) vor Gericht anklagte. Andokides wurde von der Anklage freigesprochen.
Was aus der Erbtochter des Epilykos wurde, ist nicht bekannt. Man darf aber vermuten, dass es Andokides, einem Mann, dem es nie an Mitteln fehlte, gelang, sie vor der Übergabe an Kallias zu bewahren und anderwärtig standesgemäß zu verheiraten.